# Futbol Club Barcelona B
O Futbol Club Barcelona Atlètic, mais conhecido como Barça Atlètic ou Barcelona B, é um clube de futebol espanhol, da cidade de Barcelona, na Catalunha, filial do Barcelona. Foi fundado como Fútbol Club Barcelona Atlètic em 1970, com a fusão do Club Deportivo Condal e o Atlético Cataluña Club de Fútbol.
É possível que muitos dos jogadores do Barça B acabem jogando na equipe principal, devido à filosofia de jogo do Barcelona que está implantada na entidade do clube.

## História

### SD España Industrial
Fundado em 1 de agosto de 1934 como Sección Deportiva La España Industrial o clube era originalmente o clube desportivo da fábrica com o mesmo nome. A camisa do clube era azul e branco com listras verticais. A companhia era propriedade da família de Josep Antoni de Albert, que foi brevemente o presidente do Barcelona em 1943. Durante a presidência de Albert, o clube, agora conhecido como Club Deportivo Espanya Industrial, tornou-se o time reserva do Barcelona e começou a jogar seus jogos em casa no Les Corts.
Inicialmente, o clube jogou nos campeonatos locais, regionais, mas em 1950, foi promovido para a Quarta Divisão (Tercera División) do Campeonato Espanhol e em 1952,  foi promovido para a Segunda Divisão Espanhola. Em 1953, terminou como vice-campeão em ambos Terceira Divisão (Segunda División B), Grupo 1 e a subsequente promoção play-off mas porque era um clube do berçário do Barcelona, eram incapazes de mover-se uma divisão.

### CD Condal
Depois de ganhar muitas outras promoções e play-off em 1953, o Espanya Industrial tornou-se independente do FC Barcelona e foi renomeado Club Deportivo Condal. O clube usava uma camisa azul com duas listras brancas diagonais. O clube estava agora em condições de ser promovido para a Primera División. No entanto, ele sobreviveu apenas à uma temporada e foi rebaixado em 1957. Em 1968, o clube voltou à família Barcelona como o time reserva e adotou-se a blaugrana.

### Barcelona Atlètic
Em 1970, o presidente do FC Barcelona, Agustí Montal, decidiu fundir CD Condal com outro clube júnior, Atlètic Catalunya, e formou o Barcelona Atlètic. Atlètic Catalunya foi formado em 1965 como resultado da fusão de dois outros clubes: UE Catalunya de Les Corts, fundada em 1918 como Catalunya Sporting Club, e CD Fabra Coats, fundada em 1926.

## Elenco atual
Última atualização: 4 de junho de 2025.

## Títulos
| Nacionais | Nacionais          | Nacionais | Nacionais                           |
|           | Competição         | Títulos   | Temporadas                          |
| --------- | ------------------ | --------- | ----------------------------------- |
|           | Segunda Divisão B  | 4         | 1981-82, 1990-91, 1997-98 e 2001-02 |
|           | Terceira Divisão B | 2         | 1973-74 e 2007-08                   |

## Sedes e estádios

### La Masia
Inaugurado em 1966, La Masia é o nome dado às instalações do Barcelona formação localizado perto do Camp Nou, no bairro de Les Corts de Barcelona. É uma antiga residência rural construída em 1702 e uma vez Camp Nou foi inaugurado em 1957, o edifício foi remodelado e ampliado para o uso como sede social do clube. Em 1979, La Masia se tornou a residência dos jovens jogadores de fora do Barcelona.

## Administração
| Cargo      | Nome          |
| ---------- | ------------- |
| Presidente | Jacint Borràs |